# Mistrzostwa Polski w Kajakarstwie 1998
60. Mistrzostwa Polski seniorów w kajakarstwie – odbyły się w dniach 11 - 12 lipca 1998 roku w Poznaniu. 

## Medaliści

### Mężczyźni

#### Kanadyjki
| Konkurencja | Złoto                                                                                 | Czas     | Srebro                                                                              | Czas     | Brąz                                                                                        | Czas     |
| C-1 200 m   | Michał Śliwiński (Spójnia Warszawa)                                                   | 43,808   | Roman Bundz (Spójnia Warszawa)                                                      | 43,576   | Marcin Kobierski (Piast człuchów)                                                           | 44,896   |
| C-1 500 m   | Michał Śliwiński (Spójnia Warszawa)                                                   | 1:52,154 | Roman Bundz (Spójnia Warszawa)                                                      | 1:55,154 | Marcin Kobierski (Piast Człuchów)                                                           | 1:56,559 |
| C-1 1000 m  | Roman Bundz (Spójnia Warszawa)                                                        | 4:10,214 | Marcin Kobierski (Past Człuchów)                                                    | 4:14,504 | Artur Pietrzak (Posnania)                                                                   | 4:16,774 |
| C-2 200 m   | Paweł Midloch Piotr Midloch (Admira Gorzów Wlkp)                                      | 40,546   | Marek Schmidt Rafał Rogoziecki (Posnania)                                           | 40,754   | Daniel Jędraszko Paweł Baraszkiewicz (Wiskord Szczecin)                                     | 40,898   |
| C-2 500 m   | Daniel Jędraszko Paweł Baraszkiewicz (Wiskord Szczecin)                               | 1:44,671 | Paweł Midloch Piotr Midloch (Admira Gorzów Wlkp)                                    | 1:45,671 | Marek Schmidt Rafał Rogoziecki (Posnania)                                                   | 1:46,861 |
| C-2 1000 m  | Rafał Rogoziecki Marek Schmidt (Posnania)                                             | 3:50,078 | Piotr Midloch Paweł Midloch (Admira Gorzów Wlkp.)                                   | 3:50,088 | Sebastian Wróbel Daniel Kubica (Górnik Czechowice-Dziedzice)                                | 3:56,653 |
| C-4 200 m   | Wiskord Szczecin Artur Jędraszko Paweł Klimowicz Daniel Jędraszko Paweł Baraszkiewicz | 38,360   | Admira Gorzów Wlkp. Paweł Midloch Piotr Midloch Ryszard Kita Piotr Mędrala          | 39,768   | Górnik Czechowice-Dziedzice Konrad Pyplacz Marcin Grzybowski Daniel Kubica Sebastian Wróbel | 40,056   |
| C-4 500 m   | Wiskord Szczecin Artur Jędraszko Paweł Klimowicz Daniel Jędraszko Paweł Baraszkiewicz | 1:40,460 | Posnania Rafał Rogoziecki Marek Schmidt Artur Pietrzak Maciej Trzuskawski           | 1:42,385 | Górnik Czechowice-Dziedzice Konrad Pyplacz Marcin Grzybowski Daniel Kubica Sebastian Wróbel | 1:42,895 |
| C-4 1000 m  | Posnania Artur Pietrzak Rafał Rogoziecki Marek Schmidt Maciej Trzuskawski             | 3:33,033 | Wiskord Szczecin Artur Jędraszko Paweł Klimowicz Daniel Jędraszko Jacek Herosimczyk | 3:34,893 | Górnik Czechowice-Dziedzice Konrad Pyplacz Marcin Grzybowski Daniel Kubica Sebastian Wróbel | 3:35,223 |

#### Kajaki
| Konkurencja | Złoto                                                                                   | Czas     | Srebro                                                                                  | Czas     | Brąz                                                                                      | Czas     |
| K-1 200 m   | Grzegorz Kotowicz (Górnik Czechowice-Dziedzice)                                         | 37,675   | Ołeksy Śliwiński (Spójnia Warszawa)                                                     | 37,781   | Paweł Markiewicz (Sparta Augustów)                                                        | 37,977   |
| K-1 500 m   | Grzegorz Kotowicz (Górnik Czechowice-Dziedzice)                                         | 1:39,019 | Adam Seroczyński (WTSW Olsztyn)                                                         | 1:39,409 | Piotr Markiewicz (Sparta Augustów)                                                        | 1:40,614 |
| K-1 1000 m  | Dariusz Białkowski (Astoria Bydgoszcz)                                                  | 3:38,290 | Adam Seroczyński (WTSW Olsztyn)                                                         | 3:38,730 | Grzegorz Kaleta (Polonia Elbląg)                                                          | 3:41,650 |
| K-2 200 m   | Adam Wysocki Marek Twardowski (Sparta Augustów)                                         | 34,295   | Grzegorz Kotowicz Marek Witkowski (Górnik Czechowice-Dziedzice)                         | 34,331   | Maciej Freimut Piotr Olszewski (Zawisza Bydgoszcz)                                        | 34,891   |
| K-2 500 m   | Adam Wysocki Marek Twardowski (Sparta Augustów)                                         | 1:32,456 | Maciej Freimut Piotr Olszewski (Zawisza Bydgoszcz)                                      | 1:33,55  | Damian Świerczyński Marcin Gołębiewski (Spójnia Warszawa)                                 | 1:34,031 |
| K-2 1000 m  | Grzegorz Kotowicz Marek Witkowski (Górnik Czechowice-Dziedzice)                         | 3:23,837 | Grzegorz Andziak Maciej Zawadzki (WTW Warszawa)                                         | 3:24,767 | Marcin Gołębiewski Damian Świerczyński (Spójnia Warszawa)                                 | 3:27,202 |
| K-4 200 m   | Sparta Augustów Piotr Markiewicz Adam Wysocki Marek Twardowski Rafał Chmielewski        | 32,845   | WTW Warszawa Bartłomiej Misztal Krzysztof Kozakiewicz Grzegorz Andziak Maciej Zawadzki  | 33,117   | Spójnia Warszawa Ołeksy Śliwiński Krzysztof Foltyn Damian Świerczyński Marcin Gołębiewski | 33,129   |
| K-4 500 m   | Spójnia Warszawa Ołeksy Śliwiński Piotr Michalak Damian Świerczyński Marcin Gołębiewski | 1:25,369 | WTW Warszawa Bartłomiej Misztal Krzysztof Kozakiewicz Grzegorz Andziak Maciej Zawadzki  | 1:25,974 | Posnania Mariusz Wieczorek Paweł Łakomy Artur Czapnik Mariusz Sznajder                    | 1:27,874 |
| K-4 1000 m  | Sparta Augustów Marek Twardowski Bartłomiej Różniakowski Piotr Markiewicz Adam Wysocki  | 3:04,469 | Spójnia Warszawa Ołeksy Śliwiński Piotr Michalak Damian Świerczyński Marcin Gołębiewski | 3:05,774 | Posnania Paweł Łakomy Mariusz Wieczorek Artur Czapnik Mariusz Sznajder                    | 3:07,664 |

### Kobiety

#### Kajaki
| Konkurencja | Złoto                                                                               | Czas     | Srebro                                                                     | Czas     | Brąz                                                                    | Czas     |
| K-1 200 m   | Aneta Pastuszka (MKKS Gorzów Wlkp.)                                                 | 43,128   | Elżbieta Urbańczyk (Posnania)                                              | 43,208   | Agata Piszcz (Posnania)                                                 | 45,108   |
| K-1 500 m   | Aneta Pastuszka (MKKS Gorzów Wlkp.)                                                 | 1:54,097 | Elżbieta Urbańczyk (Posnania)                                              | 1:55,282 | Agata Piszcz (Posnania)                                                 | 1:57,112 |
| K-1 1000 m  | Iwona Pyżalska (Posnania)                                                           | 4:04,440 | Agata Piszcz (Posnania)                                                    | 4:10,445 | Karolina Słota (Posnania)                                               | 4:12,705 |
| K-2 200 m   | Joanna Skowroń Beata Sokołowska (MKKS Gorzów Wlkp.)                                 | 41,087   | Elżbieta Urbańczyk Iwona Pyżalska (Posnania)                               | 41,359   | Aneta Michalak Agata Piszcz (Posnania)                                  | 41,594   |
| K-2 500 m   | Elżbieta Urbańczyk Iwona Pyżalska (Posnania)                                        | 1:45,670 | Beata Sokołowska Joanna Skowroń (MKKS Gorzów Wlkp.)                        | 1:46,245 | Dorota Dunaj Anna Woronowska (Sparta Augustów)                          | 1:47,410 |
| K-2 1000 m  | Elżbieta Urbańczyk Iwona Pyżalska (Posnania)                                        | 3:45,556 | Beata Sokołowska Joanna Skowroń (MKKS Gorzów Wlkp.)                        | 3:45,611 | Marzena Michalak Izabela Dankowska (Posnania)                           | 3:52,691 |
| K-4 200 m   | MKKS Gorzów Wlkp. Beata Sokołowska Aneta Pastuszka Ewelina Kozak Joanna Skowroń     | 38,452   | Posnania Izabela Dylewska Elżbieta Urbańczyk Iwona Pyżalska Karolina Słota | 38,652   | Posnania Izabela Dankowska Anna Pawłowska Agata Piszcz Aneta Michalak   | 40,652   |
| K-4 500 m   | MKKS Gorzów Wlkp. Beata Sokołowska Aneta Pastuszka Karolina Sadalska Joanna Skowroń | 1:36,940 | Posnania Izabela Dylewska Elżbieta Urbańczyk Iwona Pyżalska Karolina Słota | 1:38,550 | Posnania Agata Piszcz Aneta Michalak Marzena Michalak Izabela Dankowska | 1:41,395 |